# Bushy Park

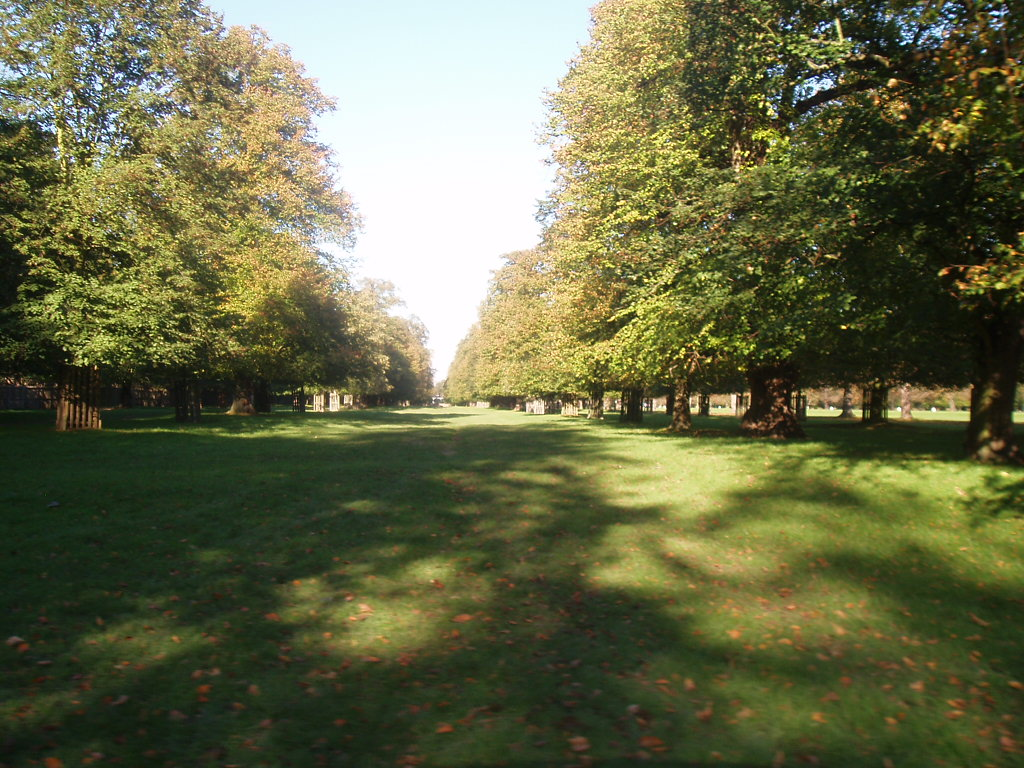
Bushy Park en otoño.

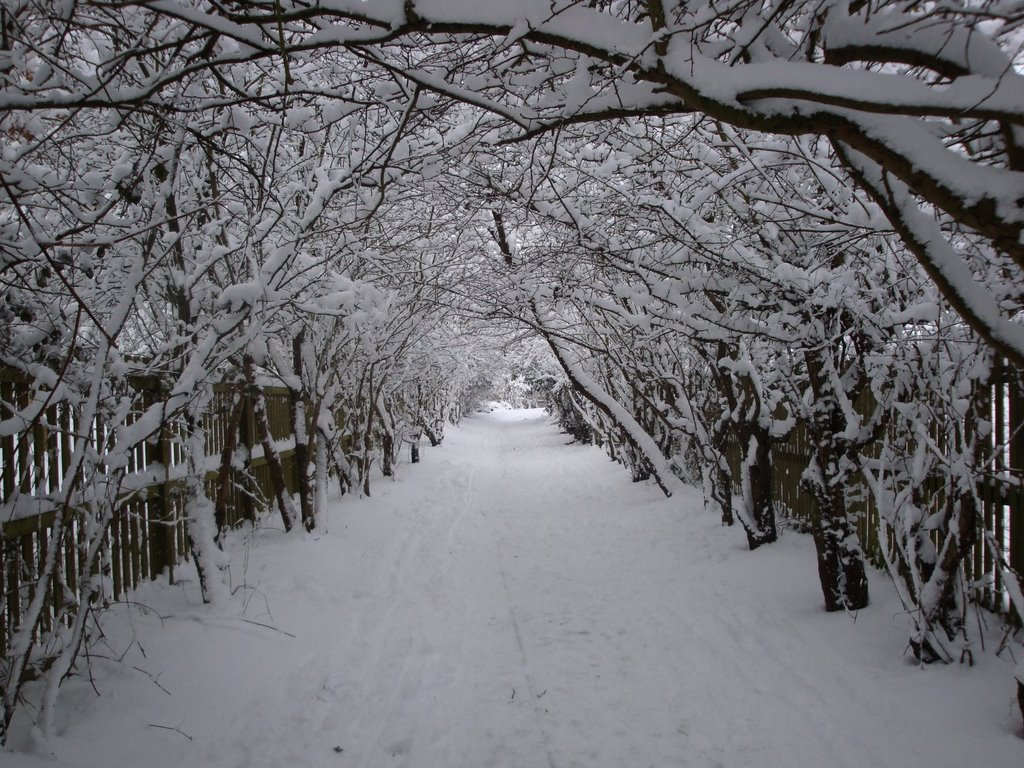
Bushy Park en invierno.

El Bushy Park es el segundo parque más grande de los Parques Reales de Londres. Se encuentra en el condado de Richmond upon Thames en el suroeste de Londres, cerca de Kingston upon Thames, Teddington y el parque de Hampton Court, parte del palacio de Hampton Court.
La mayor parte de este parque de 450 hectáreas es de libre acceso al público, aunque hay áreas cerradas que permiten conservar la vida silvestre de la zona. Las manadas de ciervos salvajes son uno de los atractivos del parque.